# Bäst i test (album)
Bæst i test (Bæst i test) är titeln på en CD utgiven av norska dansbandet Dansebandet (Dænsebændet) från 2004. 

## Låtlista
1. En blomstrete sammarskjole (Text & melodi: William Kristoffersen)
2. Nøkkelen (Text & melodi: Yngvar Gregersen)
3. Tre røde roser (Text & melodi: B.A.Nilsson-H.O.Trøen)
4. Hele mitt hjerte (Text & melodi: T.G:son/K.R.Bergum)
5. I mitt slager-atelier (Text & melodi: Eigil Berg)
6. Ei natt på strada (Text & melodi: Paw V.Kristensen/Linda Torgesen)
7. Du bære tuller mæ meg (Text & melodi: T. Hansen)
8. Wa-babalooba (Text & melodi: Lars E. Skogvold)
9. I skyggen ta et minne (Text & melodi: P.Ahlm/M.Johansson/A.Tungvåg)
10. Du har fått din egen plass i mitt hjerte (Text & melodi: Geir A. Hansen)
11. Gode minner frå et nedlagt gartneri (Text & melodi: Geir A. Hansen)
12. Varme og lengsel(Text & melodi: L.E.Ohlsson/K.Almgren/H.O.Trøen)
13. Når je tenkjer på ditt smil (Text & melodi: S.Storm-Kristiansen)
14. Ei boble frå '64 (Text & melodi: Thor Wang)
15. Den gamle bjørka (Text & melodi: L.E.Ohlsson-K.Almgren-H.O.Trøen)
16. Hælsing Dænsebændet (Text & melodi: Finn Erlandsen)